# Tomas Barrón (provins)

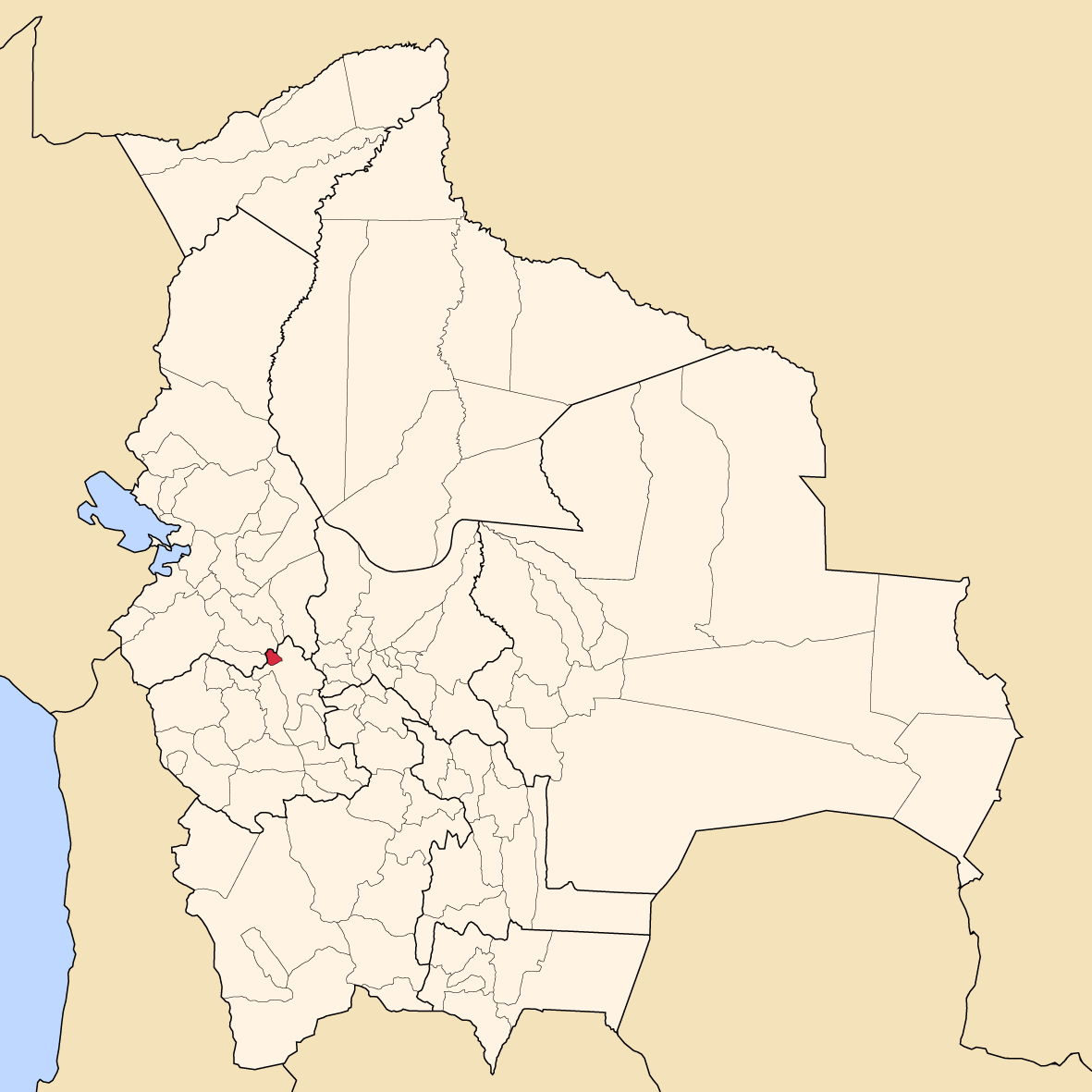
Provinsens läge i Bolivia

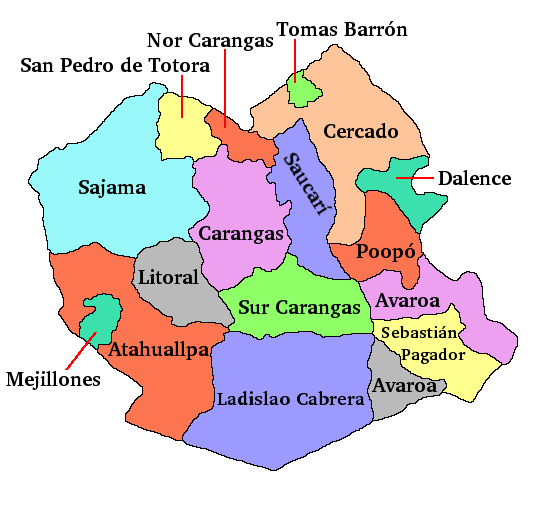
Provinser i Oruro

Tomas Barrón är en provins i departementet Oruro i Bolivia. Den administrativa huvudorten är Eucaliptus.